# Коновалов, Михаил Семёнович
Михаил Семёнович Коновалов (1911—2002) — старший сержант Советской Армии, участник Великой Отечественной войны, Герой Советского Союза (1944).

## Биография
Михаил Коновалов родился 2 (по новому стилю — 15) октября 1911 года в деревне Васильево (ныне — Коломенский район Московской области). После окончания начальной школы он работал на Коломенском станкостроительном заводе. В 1939 году Коновалов был призван на службу в Рабоче-крестьянскую Красную Армию. С ноября 1941 года — на фронтах Великой Отечественной войны. Участвовал в Сталинградской и Курской битвах. К июню 1944 года гвардии сержант Михаил Коновалов командовал отделением 158-го гвардейского стрелкового полка 51-й гвардейской стрелковой дивизии 6-й гвардейской армии 1-го Прибалтийского фронта. Отличился во время форсирования Западной Двины.
25 июня 1944 года Коновалов одним из первых переправился через Западную Двину в районе деревни Балбечье Бешенковичского района Витебской области Белорусской ССР и принял активное участие в боях за захват и удержание плацдарма на её западном берегу. Отделение Коновалова успешно отразило 2 контратаки противника, уничтожив большое количество его живой силы.
Указом Президиума Верховного Совета СССР от 22 июля 1944 года за «образцовое выполнение боевых заданий командования на фронте борьбы с немецкими захватчиками и проявленные при этом мужество и героизм» гвардии сержант Михаил Коновалов был удостоен высокого звания Героя Советского Союза с вручением ордена Ленина и медали «Золотая Звезда» за номером 8625.
В дальнейших боях Коновалов получил тяжёлое ранение и был демобилизован по инвалидности. Проживал в Коломне, работал слесарем. Умер 17 января 2002 года, похоронен на Старом городском кладбище Коломны.
Был также награждён орденом Отечественной войны 1-й степени и рядом медалей.